# Buio di giorno
Buio di giorno è un singolo del cantautore italiano Frah Quintale, pubblicato il 16 aprile 2020 come secondo estratto dal secondo album in studio Banzai (lato blu).

## Descrizione
Nel brano Frah Quintale canta in falsetto.

## Tracce
1. Buio di giorno – 3:03

## Classifiche
| Classifica (2020) | Posizione massima |
| ----------------- | ----------------- |
| Italia            | 75                |